# La casa voladora
La casa voladora (トンデラハウスの大冒険 La gran aventura de la casa Tondela) es una serie de anime japonesa realizada en 1982 y producida y dirigida por los directores Masakazu Higuchi y Mineo Fuji, de Tatsunoko Production. La serie narra acontecimientos bíblicos de los que son testigos tres niños que entran en una máquina del tiempo con forma de casa en la que accidentalmente son trasladados al siglo I. Consta de 52 episodios, los cuales salieron al aire desde el 5 de abril de 1982 hasta el 28 de marzo de 1983 en TV Tokyo. Fue la serie compañera de la serie animada Superlibro.
En Estados Unidos la serie fue emitida originalmente en CBN, luego en la Trinity Broadcasting Network, NRB Network y en sindicación. También ha sido transmitida en varios canales de América Latina como en Colombia que se emitió por la Cadena 2 de Inravisión desde 1987 a 1991 en la franja de los jueves a las 4:30 p. m. en Especiales infantiles, de Jorge Barón Televisión, después por canal 3 en 1994. También a comienzos de los 90, en Perú, se emitió por el canal 7 y en Costa Rica se emitió por el desaparecido canal Telefé, actual Cristovisión.

## Argumento
La serie comienza en medio de un juego de escondidas cuando un niño llamado Justo García termina de contar y comienza a buscar a sus amigos, Ángela Angie Reyes y su hermano pequeño, Carlos, cuando de pronto inicia una tormenta. Justo logra acercarse sigilosamente a los dos antes de que comience a llover, que los obliga a correr para cubrirse. Finalmente, encuentran una casa tipo nave espacial en el área boscosa, nunca antes vista, según Justo. A primera vista, parece que no hay nadie y deciden ingresar para protegerse hasta que descubren a un robot parecido a un payaso llamado Robi. Pronto conocen al dueño de la casa, el profesor Cerebrio, quien les presenta a los niños su mayor creación: una máquina del tiempo llamada la casa voladora. El intento del profesor Cerebrio de recrear el famoso experimento del rayo de Benjamin Franklin con el uso de una cometa con aspecto de murciélago que vuela fuera de la casa para que la máquina funcione conduce a un cambio temporal en la personalidad de Robi, de ser amable a malo y se vuelve loco, antes de enviar a la casa voladora rumbo al pasado en el siglo I. Justo, Angie, Carlos y Robi se dan cuenta de que llevará mucho tiempo el viaje de regreso a casa debido a los errores del profesor Cerebrio en la reparación de la casa voladora. Pero mientras tanto son testigos y participan (con poca o ninguna consecuencia) en numerosos eventos del Nuevo Testamento, desde el nacimiento de Juan el Bautista hasta el surgimiento del apóstol Pablo. Finalmente, tras varias aventuras en las que llegaron a conocer a Jesús de Nazaret, vuelven a casa exactamente de la misma manera que viajaron al pasado: Robi recibe un golpe en la cabeza que, de nuevo, lo hace pasar de ser amable a malo y se vuelve loco y ataca a la casa voladora. Irónicamente, el enloquecimiento de Robi arregla la casa voladora de tal manera que finalmente envía a todo el equipo de regreso a su propio período de tiempo, y la serie termina, con Robi cambiando de malo a bueno al final del viaje.

## Lista de episodios
1. Despegue hacia el pasado
2. La noche en que brillo la estrella
3. Perdido y hallado al tiempo
4. Una voz en el desierto
5. Habla el diablo
6. Todo lo que resplandece
7. Secretos militares
8. El premio que fue ganado y perdido
9. Otra vida
10. El fugitivo
11. Prójimos
12. Pobrecito hombre rico
13. El más grande
14. Vuelta desde la tumba
15. El verdadero tesoro
16. ¿Y si?
17. Las ovejas perdidas
18. Uvas agrias
19. El perro que se fue
20. La pequeña huérfana Ana
21. Una palabra para el sabio
22. El día del juicio
23. Poseída
24. Sobre la colina
25. Verdaderos amigos
26. El puente diabólico
27. ¿Bien? ¿Bien? ¿Bien?
28. Olvidaste de llevar la mochila
29. ¿Quién entre ustedes?
30. Agua y aceite
31. Un secreto especial
32. Elegidos nocturnos
33. ¿Qué vale más?
34. Infructuoso
35. La medida para un rey
36. El agente secreto
37. Los preparativos
38. Traicionado
39. ¿Quién está a cargo?
40. La corona de espinas
41. El Calvario
42. La tumba vacía
43. Siempre con ustedes
44. La fuga de la prisión
45. El buen escape
46. La luz que cegadora
47. Atado y desatado
48. Uvas frescas
49. Náufrago
50. Mordida de víbora
51. Corazón roto
52. De vuelta a casa

## Actores de voz

### Inglés
- Billie Lou Watt (Justin Casey)
- Hal Studer (Professor Humphrey Bumble, SIR)
- Helena Van Cort (Corkey Roberts)
- Ray Owens (Episode Announcer, Dios, Jesús)
- Sonia Owens (Angela Roberts, Angie)

### Japonés
- Satomi Majima (Gen)
- Sanae Takagi (Kanna Natsuyama)
- Runa Akiyama (Tsukubo Natsuyama)
- Kyoko Tongu (Kandenchin)
- Yoshito Yasuhara (Dr. Tokio Taimu)
- Jun Hazumi (Jesús)

## Otros títulos
- Danés: Det flyvende hus
- Inglés: The Flying House
- Hebreo: הבית המעופף
- Polaco: Latający dom